# Stapeliopsis
Stapeliopsis (лат.) — род суккулентных растений семейства Кутровые, родом из Намибии и ЮАР (Капская провинция). Входит в трибу Стапеливые (Stapelieae).

## Описание
Стебли четырехугольные в поперечном сечении, часто с рядами зубцов по углам. У некоторых видов стебли распростерты или даже уходят под землю в виде корневищ; у других стебли более прямостоячие.
Цветки сильно трубчатые, с волосками внутри трубки цветка. Они появляются из основания стеблей и часто рождаются под землей (особенно в случае Stapeliopsis pillansii). Кончики цветочных лепестков многих видов изгибаются внутрь и соприкасаются кончиками, образуя замкнутые структуры. Некоторые виды даже используют свои цветки в качестве клеток для насекомых-опылителей, выпуская их только тогда, когда цветок увядает.

## Таксономия
Stapeliopsis Apocynaceae, S. African Gard. 18: 32 (1928).

#### Этимология
Stapeliopsis: родовое латинское наименование, происходящее от Стапелии и греч. -opsis = похожий. Название связано с его внешним сходством с некоторыми видами рода Стапелия.

#### Синонимы
Гетеротипные (основанные на разных номенклатурных типах):
- Hermanschwartzia Plowes (2003)
- Neopectinaria Plowes (2003)

## Виды
Подтвержденные виды по данным сайта Plants of the World Online на 2022 год:
- Stapeliopsis breviloba (R.A.Dyer) Bruyns
- Stapeliopsis exasperata (Bruyns) Bruyns
- Stapeliopsis khamiesbergensis Bruyns
- Stapeliopsis neronis Pillans
- Stapeliopsis pillansii (N.E.Br.) Bruyns
- Stapeliopsis saxatilis (N.E.Br.) Bruyns
- Stapeliopsis stayneri (M.B.Bayer) Bruyns
- Stapeliopsis urniflora Lavranos